# 広島県立佐伯高等学校
広島県立佐伯高等学校（ひろしまけんりつ さえきこうとうがっこう）は広島県廿日市市に所在する公立の高等学校。県内有数の小規模校として、「全員主役」をスローガンとした手厚く温かい教育を展開している。オリンピックメダリストを輩出するなど全国的な強豪として知られるアーチェリー部や、全国数少ない公立高校の女子硬式野球部、学校と地域のバックアップのもと生徒が主体となって様々な課題を解決する探究学習「SAEKI QUEST」など、特色ある教育で全国各地から生徒が集まる特例校である。

## 沿革
- 1946年 - 広島県立津田農学校として開校。
- 1948年 - 広島県立津田農学校を廃止し、広島県津田農林高等学校を設置。農林科、普通科、家庭科を設置。定時制過程吉和分校開校。
- 1949年 - 広島県津田高等学校と改称し、普通科、農業科、生活科を設置。
- 1950年 - 定時制過程玖島分校開校。
- 1968年 - 定時制過程廃止。広島県佐伯高等学校と改称し、後に広島県立佐伯高等学校と改称。
- 1976年 - 農業科廃止。
- 1980年 - 吉和分校廃止。
- 1994年 - 家政科廃止。
- 2015年 - 女子硬式野球部創設。

## 交通
各バスで佐伯高校前 停留所下車
- 13 佐伯線（広電バス[1]）：津田 - さいき文化センター - 佐伯高校前 - 友和学校 - 玖島分れ - 宮内串戸駅・廿日市市役所前駅方面
- 佐伯さくらバス[2] 玖島線：津田 - さいき文化センター - 佐伯高校前 - 友和学校 - 玖島分れ - 玖島・玖島花咲く館方面
- 佐伯さくらバス 浅原線：佐伯高校前 - さいき文化センター - 津田 - 浅原方面
- 吉和さくらバス：（佐伯高校前→）さいき文化センター - 津田 - 花原・吉和ふれあい交流センター方面

## 著名な出身者
- 石津優（アーチェリー選手）
- 宮本裕向（プロレスラー、中途退学）
- 河田悠希（アーチェリー選手）[3]